# Елецкий, Алексей Евгеньевич
Алексей Евгеньевич Елецкий (1917—1997) — советский и российский скульптор, член Союза художников СССР; один из лучших отечественных скульпторов-портретистов.

## Биография
Родился 18 мая 1917 года в Москве.
Творческий путь начал в московских мастерских скульпторов А. М. Лавинского и В. А. Андреева. В 1930-е годы при строительстве канала имени Москвы Елецкий вместе с Лавинским создавал барельефы для здания шлюза № 8, который расположен близ Волоколамского шоссе и больницы Министерства путей сообщения в Москве. В 1939 году он принимал участие в работе по увеличению скульптуры «Рабочего» (до 17 метров) работы В. А. Андреева, которая впоследствии была установлена на здании павильона СССР, созданного архитекторами Б. М. Иофаном и К. С. Алабяном для Всемирной выставки в Нью-Йорке в 1939 году.
Также в 1930 годах Елецкий занимался академическим рисунком. Посещал лекции по анатомии и самостоятельно препарировал в Московском университете на Моховой. После Великой Отечественной войны Алексей Евгеньевич работал в «Московском товариществе художников» как живописец, писал маслом. Но в дальнейшем, с начала 1950-х годов, он посвятил свою жизнь только скульптуре.
Умер в 1997 году в Москве.

## Труды
А. Е. Елецкий создал большое количество бюстов и мемориальных досок выдающимся людям СССР и России.
Среди его работ:
- памятник-бюст Антону Павловичу Чехову (мрамор, 1954, Истра);
- памятник-бюст революционеру Виктору Павловичу Ногину (бронза, 1961, Ногинск);
- памятник-бюст Дмитрию Ивановичу Менделееву (алебастр, 1967, Владимир);
- памятник-бюст Надежде Константиновне Крупской (мрамор, 1968, Кишинев);
- памятник-бюст Александру Николаевичу Радищеву (мрамор, 1969, Владимир;,
- портрет Алексея Николаевича Толстого (бронза, 1959, Литературный музей);
- портрет Климента Ворошилова (мрамор, 1960);
- портрет генерал-майора Владимира Васильевича Голубева (мрамор, 1955, научно-мемориальный музей имени Жуковского, Москва);
- портрет Федора Ивановича Шаляпина (мрамор, 1957);
- портрет Валентины Терешковой (гипс, 1963);
- портрет Федора Ивановича Тютчева (мрамор, 1975-8, музей-усадьба «Мураново», Московская область);
- мемориал «Скорбь» (мрамор, 1964, в память о советской делегации, погибшей в авиакатастрофе в Югославии);
- мемориальная доска в честь Фёдора Шаляпина (мрамор, 1957, Москва);
- мемориальная доска писателю Борису Горбатову (Москва, Беговая улица, 13);
- надгробие композитора Владимира Григорьевича Захарова (мрамор, 1958);
- надгробие генерала армии Маряхина Сергея Степановича (Новодевичье кладбище);
- надгробие маршала Советского Союза Павла Федоровича Батицкого (Новодевичье кладбище);
- надгробие маршала авиации Фёдора Яковлевича Фалалеева (Новодевичье кладбище);
- надгробие писателя Николая Дмитриевича Телешова (Новодевичье кладбище);
- надгробие писателя Федора Ивановича Панферова (Новодевичье кладбище);
- надгробие литературоведа Розанова Ивана Никаноровича (Новодевичье кладбище);
- надгробие Фёдора Шаляпина (Новодевичье кладбище)[3].

### Фотогалерея

Новодевичье кладбище
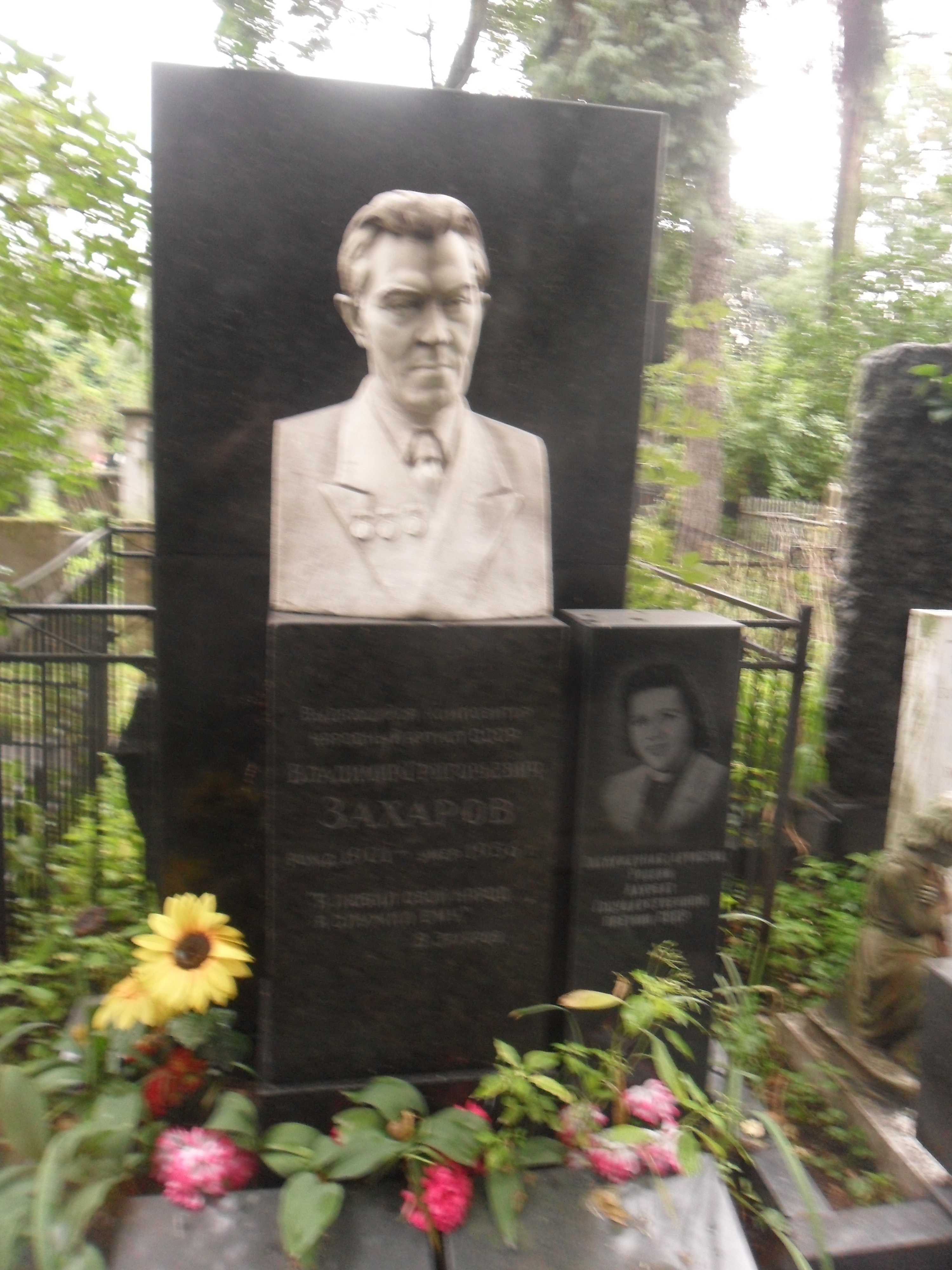
Захаров В. Г.
Фалалеев Ф. Я.
Маряхин С. С.
Телешов Н. Д.
Панфёров Ф. И.